# Saint Euchaire
 (février 2012).
Si vous disposez d'ouvrages ou d'articles de référence ou si vous connaissez des sites web de qualité traitant du thème abordé ici, merci de compléter l'article en donnant les références utiles à sa vérifiabilité et en les liant à la section « Notes et références ».
Pour les articles homonymes, voir Eucher.
Euchaire ou Eucaire est un saint de Lorraine du IVe siècle martyrisé à Pompey (Meurthe-et-Moselle), France. Cet episcopus ou épiscope itinérant porte le nom prestigieux du premier évêque de Trèves vers 250. Il est, selon la légende, décapité le 22 octobre 362 au champ des tombes, puis retourne en l'église du village de Liverdun en portant sa tête sous le bras. Il est fêté le 22 octobre dans l'ancien diocèse de Toul ou Nancy actuellement, le 27 octobre dans l'ancien calendrier de Saint-Dié.

## Martyrs chrétiens deBelgica prima

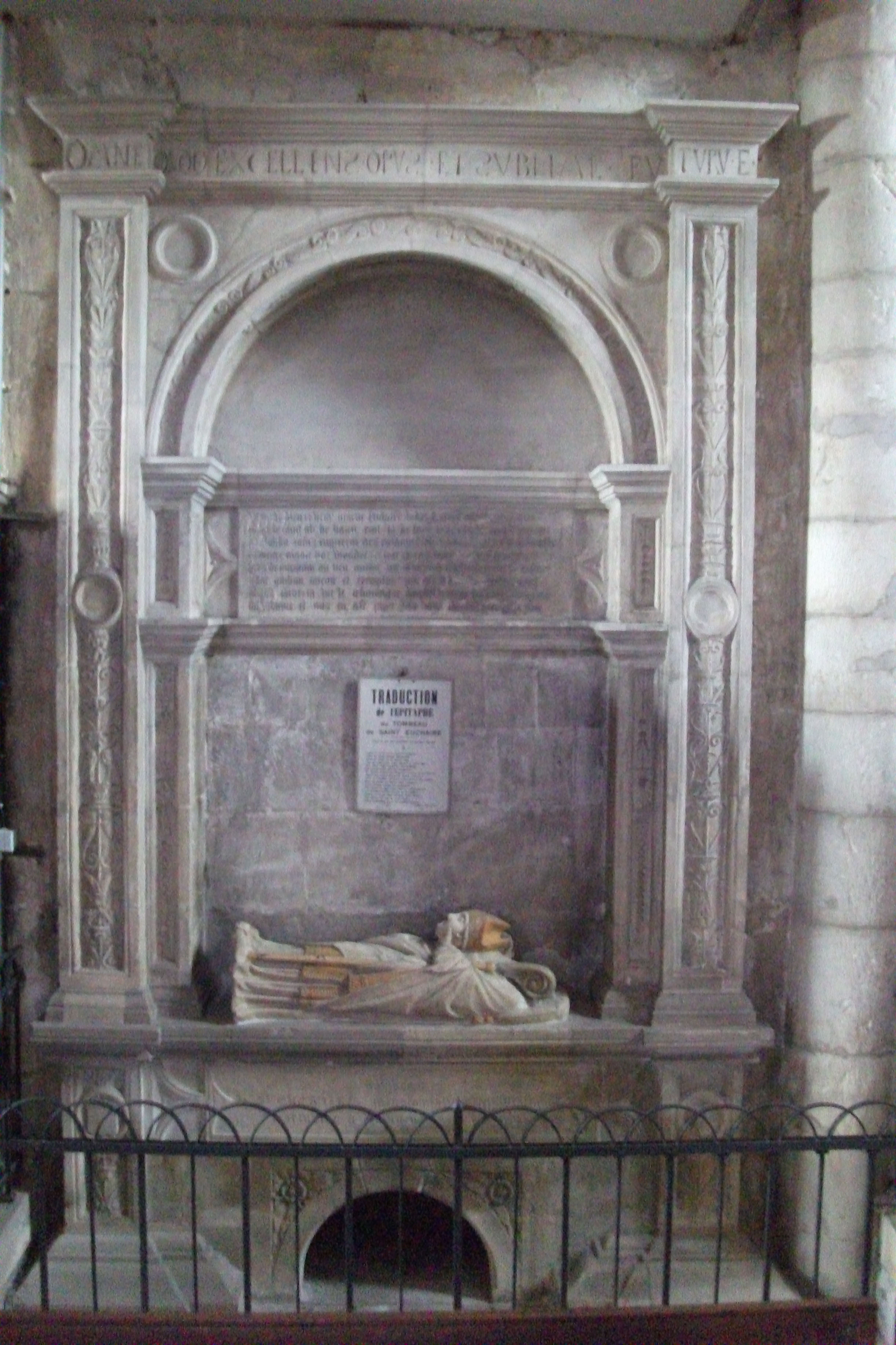
Le gisant de St-Euchaire en l'église éponyme de Liverdun.

Cet évêque itinérant, considéré à notre époque moderne comme un chorévêque ou un maître des écoles dans le diocèse de Toul, aurait été martyrisé à la même époque que son frère Élophe et ses trois sœurs Libaire, Menne, Suzanne. Ils seraient, selon les historiens religieux du XVIIIe et XIXe siècles, à la suite de Dom Calmet et de l'abbé d'Étival, Charles-Hyacinthe Hugo, les légendaires enfants de Baccius et Lientrude, souverains chrétiens ou gouverneurs d'Apollogranum, persécutés en 362 pendant les persécutions impériales de Julien. Les nombreuses hagiographies paroissiales des curés qui mentionnent une telle année, ou parfois des années antérieures pour saint Élophe, sont aujourd'hui sujettes à caution. Mais il est avéré que la période entre 356 et 362 est une période de guerre. Elle compte les sept campagnes de Julien d'abord en Gaule du Nord puis en Germanie contre les Barbares. Si les historiens actuels dénient, contrairement à l'historiographie religieuse ancienne, que le règne de Julien ait apporté des persécutions chrétiennes d'ampleur exceptionnelle, il est possible de cumuler sur ces périodes plusieurs massacres faisant plus de deux mille deux cents victimes chrétiennes désarmées ainsi que le mentionne la tradition de Pompey[réf. nécessaire]. 
Il est difficile d'affirmer si les termes de frères et sœurs ne sont pas des appellations chrétiennes primitives, religieuses plus que familiales. La grande dynastie gallo-romaine[Laquelle ?] où les chrétiens au service de la famille du gouverneur convertie aurait compté d'autres sœurs, parentes ou servantes, parmi lesquelles huit autres saintes : Hoilde, Amée, Lintrude, Francule, Pusinne, la très connue Ménehould, enfin Ode et Gontrude. Le premier christianisme est assurément féminin.
Le lieu des différents martyres diffère selon les traditions écrites ou orales. Ils ont lieu surtout dans les environs de Toul et de Grand. Les martyrs pourraient être autant de la Grand-Andesina-Apollogranum disparue que de la cité de Toul. Mais ce qui est remarquable est le maintien traditionnel dans des communautés chrétiennes villageoises. On sait que l'évêché de Toul a récupéré ce culte des premiers chrétiens et l'a parfois réexporté en dehors du diocèse, par exemple Élophe importé après 963 à Cologne par l'évêque Gérard. Malgré le légendaire d'Adson qui montre Mansuy en contemporain du légendaire martyr Euchaire, Toul n'apparaît nullement comme un lieu central de ce christianisme primitif et rural. D'où la querelle religieuse orchestrée par l'historien Hugo au XVIIIe siècle pour contester la primitive suprématie de Toul au profit de Grand.

## Saint céphalophore
Euchaire, l'aîné de la famille, Élophe et sœur Libaire font partie des saints céphalophores lorrains. Saint Denis n'est devenu céphalophore qu'après adaptation de sa première légende, alors que saint Livier semble plus authentique. Au-delà des traditions cultuelles probablement bien antérieures qui voulaient insister sur l'évidence d'une première résurrection quasi immédiate, on a une première mention écrite des miracles de céphalophories lorrains vers 1035. Un examinateur attentif de ces traditions pense à l'art des conteurs, qui a saisi très précocement en un monde gallo-romain finissant ces récits chrétiens, insérant le portage de têtes. On peut aussi rapprocher ces descriptions orales du fait que les premiers ossuaires séparaient le crâne du reste du corps. 
Une chapelle saint Euchaire existait à l'usine Fould, sur le lieu-dit aux champs des tombes. C'est le lieu proche de la confluence de la Moselle et de la Meurthe où la soldatesque lui tranche la tête. Son tombeau est placé traditionnellement devant l'église de Liverdun, au terme de sa marche calvaire. L'entrée de l'église de Liverdun était encadrée de quatre grands tilleuls, symbolisant les quatre apôtres selon les clercs de l'église médiévale.

## Les restes d'Euchaire
Les reliques d'Euchaire ont contribué au rayonnement du diocèse de Toul.
L'église de Liverdun a reçu en 1184 une somptueuse châsse de l'évêque de Toul, Pierre de Brixey pour y placer le contenu du sarcophage primitif, fort usagé. En 1270, une châsse encore plus splendide est offerte par Gilles de Sorcy. 
Vers 1590 ou auparavant, des soudards et reîtres, composants d'une armée protestante pénètrent dans l'église fortifiée de Liverdun, brisent la châsse saint Euchaire et jettent les ossements dans les flammes. Ainsi les cendres et charbons récupérés sur le bûcher seraient les ultimes traces attestées de saint Euchaire.

## Tombeau d'Euchaire
Mme Liliane Brion-Guerry (1917-2006), historienne de l’art, directrice au CNRS du département esthétique, spécialiste de Jean Pèlerin et de Cézanne, veuve de l'écrivain, académicien et ancien collaborateur du Monde Marcel Brion, attribue sans le moindre doute au chanoine de Toul, Jean Pèlerin dit Le Viator (1435 ou 1440-1524), l’un des esprits les plus éclairés de son temps, l'architecture et la réalisation de ce tombeau (cf. De Artificiali perspectiva : Commentaire sur la vie de Viator, Éd. Jardin de Flore, Paris 1978, p. 3 ; ainsi que Jean Pèlerin Viator, sa place dans l'histoire de la perspective, Liliane Brion-Guerry, Éd. Les Belles Lettres, 1962).
De fait, l'architecture très belle de ce monument rappelle indiscutablement les dessins de Viator dans ses trois éditions du "De artificiali perspectiva", le raffinement des rinceaux et arabesques. Mme Brion-Guerry regrette d'ailleurs la méconnaissance injuste de ce monument qu'elle considère comme l'un des chefs-d’œuvre de la Renaissance. Elle mentionne que la justesse des proportions, la qualité de l'exécution n'ont leur équivalent en France à cette époque que dans des monuments sculptés par des artistes venus d'au-delà des Alpes. Elle y trouve une similitude esthétique des structures avec l'autel de Saint-Lazare à la Major de Marseille par Luciano Laurana, que Viator avait sûrement vu lors de son voyage en Provence en 1474-1480.

## Sur le nom du saint
Euchaire, chargé de l'alphabétisation dans le diocèse de Tullum, rappelle l'adjectif gréco-latin eucharia, élégant, gracieux. Si le prénom a influencé l'art des portraits et le style des écritures le concernant, il vaut mieux prendre le mot référent έύχ-ή prière, vœu et le terme générateur, eucharistia, soit l'action de grâce ou l'eucharistie du rituel chrétien primitif. Quels que soient le massacre humain et les dévastations de la guerre ou de l'épidémie, le service divin ou la messe ne peut disparaître momentanément dans l’œkoumène chrétien. Le retour du saint céphalophore au sanctuaire consacré ou sa communion physique à l'église proche sont alors une évidence, dans le monde des conteurs. 